# Liste der Naturdenkmale in Saarbrücken
Die Liste der Naturdenkmale in Saarbrücken nennt die auf dem Gebiet der Stadt Saarbrücken gelegenen Naturdenkmale.

## Liste der Naturdenkmale
| Bild                          | Bezeichnung                             | Ort                                                                                                  | Beschreibung | Art                         | Nr.                            |
| ----------------------------- | --------------------------------------- | --- | --- | --------------------------- | ------------------------------ |
| BW                            | 1 Platane                               | Malstatt Forsthaus Neuhaus, im Hof 49° 17′ 24,7″ N, 6° 58′ 54,9″ O)                                  | Alter ca. 130 Jahre. Höhe 25 m. Umfang 2,50 m. |                             | ND-221-SB-SBR (ex: D 5.08.002) |
| BW                            | 1 ung. Nussbaum                         | Malstatt Forsthaus Neuhaus, im Hof 49° 17′ 23,3″ N, 6° 58′ 54,4″ O)                                  | Alter ca. 140 Jahre. Höhe 30 m. Umfang 2,60 m. |                             | ND-222-SB-SBR (ex: D 5.08.003) |
| BW                            | 1 Edelkastanie                          | Malstatt Forsthaus Neuhaus, im Hof 49° 17′ 24″ N, 6° 58′ 54,3″ O)                                    | Alter ca. 215 Jahre. Höhe 20 m. Umfang 5,80 m. | Castanea sativa             | ND-223-SB-SBR (ex: D 5.08.004) |
| mehr Fotos \| Fotos hochladen | Brennender Berg                         | Dudweiler an der Grenze zu Sulzbach 49° 17′ 16,8″ N, 7° 3′ 5,8″ O)                                   | |                             | ND-224-SB-SBR (ex: D 5.08.005) |
| BW                            | 1 Eiche                                 | Dudweiler 500 m südwestlich des Brennenden Bergs 49° 16′ 59,9″ N, 7° 3′ 2,5″ O)                      | Alter ca. 160 Jahre. Höhe 20 m. Umfang 3,50 m. |                             | ND-225-SB-SBR (ex: D 5.08.006) |
| BW                            | 1 Eiche                                 | Malstatt ca. 100 m südöstlich des Seilschachtes 49° 16′ 19,9″ N, 6° 57′ 9″ O)                        | |                             | ND-226-SB-SBR (ex: D 5.08.007) |
| BW                            | 1 Sommerlinde                           | Dudweiler evangelische Kirche, Saarbrücker Straße 49° 16′ 42,6″ N, 7° 2′ 14,3″ O)                    | Alter ca. 140 Jahre. Höhe 15 m. Umfang 2,20 m. | Tilia platyphyllos          | ND-227-SB-SBR (ex: D 5.08.008) |
| BW                            | 1 Rotbuche                              | Malstatt Friedhof Burbach-Von der Heydt, Fischweiher 49° 16′ 1,9″ N, 6° 57′ 12,2″ O)                 | | Fagus sylvatica             | ND-228-SB-SBR (ex: D 5.08.010) |
| BW                            | 1 Rosskastanie                          | Altenkessel Mittelstraße 6, Krausegasse 49° 15′ 42,5″ N, 6° 54′ 51,1″ O)                             | Alter ca. 115 Jahre. Höhe 18 m. Umfang 2,10 m. | Aesculus hippocastanum      | ND-229-SB-SBR (ex: D 5.08.011) |
| BW                            | 1 Buche                                 | St. Johann Waldgrundstück Universität, Richtung Dreibannstein 49° 15′ 32,8″ N, 7° 2′ 26,9″ O)        | Alter ca. 150 Jahre. Höhe 20 m. Umfang 3,50 m. |                             | ND-230-SB-SBR (ex: D 5.08.012) |
| BW                            | 1 Eiche                                 | St. Johann Westlich und östlich vom Stuhlsatzenhaus 49° 15′ 34,2″ N, 7° 3′ 4″ O)                     | Alter ca. 235 Jahre. Höhe 28 m. Umfang 3,40 m. |                             | ND-231-SB-SBR (ex: D 5.08.013) |
| mehr Fotos \| Fotos hochladen | 1 Platane                               | Malstatt Nördliche Köllertalstraße, Ende Bebauung 49° 15′ 5″ N, 6° 57′ 27″ O)                        | Alter ca. 225 Jahre. Höhe 30 m. Umfang 4,10 m. |                             | ND-232-SB-SBR (ex: D 5.08.014) |
| mehr Fotos \| Fotos hochladen | 1 Eiche                                 | St. Johann Am Hexentanzplatz 49° 14′ 37,7″ N, 7° 2′ 40,6″ O)                                         | | Quercus robur               | ND-233-SB-SBR (ex: D 5.08.015) |
| BW                            | 6 Rosskastanien                         | Gersweiler Zufahrt zum Bahnhof 49° 14′ 13,2″ N, 6° 56′ 16,4″ O)                                      | Alter ca. 180 Jahre. Höhe 26–30 m. Umfang 2,60–4,10 m. | Aesculus hippocastanum      | ND-234-SB-SBR (ex: D 5.08.017) |
| BW                            | 1 Mammutbaum                            | St. Johann Eschbergerhof, ehem. Friedhof 49° 14′ 7,8″ N, 7° 2′ 22,6″ O)                              | Alter ca. 155 Jahre. Höhe 15–20 m. Umfang 3,90 m. |                             | ND-235-SB-SBR (ex: D 5.08.018) |
| BW                            | Eibengruppe (6 Stück)                   | St. Johann Eschberger Hof, Kapelle beim Weiher 49° 14′ 3,5″ N, 7° 2′ 30,1″ O)                        | Alter ca. 115 Jahre. Höhe 8–10 m. Umfang 0,80–1,20 m. | Taxus baccata               | ND-236-SB-SBR (ex: D 5.08.019) |
| BW                            | ?                                       | Bischmisheim 49° 14′ 1,7″ N, 7° 5′ 29,8″ O)                                                          | gelöscht? |                             | ND-237-SB-SBR (ex: D 5.08.020) |
| BW                            | 1 Platane                               | Alt-Saarbrücken Komtur-/Moltkestraße, ehem. Friedhof 49° 13′ 53,4″ N, 6° 58′ 31,8″ O)                | Alter ca. 205 Jahre. Höhe 25 m. Umfang 3,80 m. |                             | ND-238-SB-SBR (ex: D 5.08.022) |
| BW                            | 1 Platane                               | St. Johann Musikhochschule, Zufahrt Tiefgarage 49° 13′ 53″ N, 6° 59′ 54,6″ O)                        | Alter ca. 125 Jahre. Höhe 28 m. Umfang 4,80 m. |                             | ND-239-SB-SBR (ex: D 5.08.023) |
| BW                            | 3 Eichen                                | St. Johann Eichenschlucht, Zoo 49° 13′ 53,4″ N, 7° 2′ 37″ O)                                         | Alter ca. 220–290 Jahre. Höhe 20–25 m. Umfang 2,60–4,80 m. |                             | ND-240-SB-SBR (ex: D 5.08.024) |
| BW                            | 1 Eiche                                 | St. Johann Vor der Eichenschlucht, Zoo 49° 13′ 52,7″ N, 7° 2′ 33″ O)                                 | Alter ca. 305 Jahre. Höhe 25 m. Umfang 4,60 m. |                             | ND-241-SB-SBR (ex: D 5.08.025) |
| Fotos hochladen               | 1 Hainbuche                             | Gersweiler Schönecker Graben, Anfangsbereich 49° 13′ 27,1″ N, 6° 55′ 36,8″ O)                        | Alter ca. 280 Jahre. Höhe 15 m. Umfang 6,10 m. | Carpinus betulus            | ND-242-SB-SBR (ex: D 5.08.026) |
| mehr Fotos \| Fotos hochladen | Schlosspark                             | Alt-Saarbrücken Schloss, Schlossberg, Gartenteil 49° 13′ 50,9″ N, 6° 59′ 32,3″ O)                    | |                             | ND-243-SB-SBR (ex: D 5.08.027) |
| BW                            | Gelber Lerchensporn                     | Alt-Saarbrücken Mauer Spichererberg-/Talstraße 49° 13′ 22,8″ N, 6° 59′ 30,8″ O)                      | | Corydalis lutea             | ND-244-SB-SBR (ex: D 5.08.028) |
| BW                            | 3 Eschen                                | Alt-Saarbrücken Rodenhoferdell 49° 13′ 38,6″ N, 6° 59′ 24,4″ O)                                      | Alter ca. 160 Jahre. Höhe 22 m. Umfang 2,10 m. | Fraxinus excelsior          | ND-245-SB-SBR (ex: D 5.08.029) |
| BW                            | 6 Kastanien                             | Alt-Saarbrücken Grafenhof 49° 13′ 35,8″ N, 6° 59′ 16,4″ O)                                           | Alter ca. 130 Jahre. Höhe 15–18 m. Umfang 1,70 m. |                             | ND-246-SB-SBR (ex: D 5.08.030) |
| BW                            | 1 Eiche                                 | Alt-Saarbrücken Feldmannstraße Nordseite Nähe Talstraße 49° 13′ 28,2″ N, 6° 59′ 58,6″ O)             | Alter ca. 280 Jahre. Höhe 22 m. Umfang 3,40 m. |                             | ND-247-SB-SBR (ex: D 5.08.033) |
| BW                            | 1 Eiche                                 | Alt-Saarbrücken Feldmannstraße Nordseite Nähe Talstraße 49° 13′ 28,2″ N, 6° 59′ 58,6″ O)             | Alter ca. 155 Jahre. Höhe 17 m. Umfang 3,20 m. |                             | ND-248-SB-SBR (ex: D 5.08.034) |
| BW                            | 1 Platane                               | Alt-Saarbrücken Meraner Straße, Westende 49° 13′ 24,2″ N, 6° 59′ 7,4″ O)                             | Alter ca. 205 Jahre. Höhe 25 m. Umfang 3,70 m. |                             | ND-249-SB-SBR (ex: D 5.08.035) |
| BW                            | 1 Eiche, 1 Rotbuche                     | St. Arnual Saargemünder Str. zwischen 22A und 28 49° 13′ 23,5″ N, 7° 0′ 8,3″ O)                      | |                             | ND-250-SB-SBR (ex: D 5.08.036) |
| BW                            | 1 Eiche                                 | Bischmisheim östl. Breitenbergerhof 49° 13′ 11,3″ N, 7° 5′ 3,8″ O)                                   | Alter ca. 355 Jahre. Höhe 24 m. Umfang 5,90 m. |                             | ND-251-SB-SBR (ex: D 5.08.037) |
| BW                            | 4 Buchen, 1 Eiche                       | Klarenthal Staatsforst Völklingen nördlich Velsen 49° 13′ 17,4″ N, 6° 49′ 56,3″ O)                   | |                             | ND-252-SB-SBR (ex: D 5.08.038) |
| BW                            | 7 Mammutbäume                           | St. Arnual Schenkelberg-/Winterbergstraße 49° 13′ 11,3″ N, 7° 0′ 22″ O)                              | Alter ca. 190 Jahre. Höhe 28–30 m. Umfang 2,00–3,10 m. |                             | ND-253-SB-SBR (ex: D 5.08.040) |
| BW                            | 1 Esche                                 | Alt-Saarbrücken Drahtzugwerk, Kriegergrab 49° 13′ 9,8″ N, 6° 57′ 19,4″ O)                            | Alter ca. 155 Jahre. Höhe 23 m. Umfang 2,40 m. | Fraxinus excelsior          | ND-254-SB-SBR (ex: D 5.08.041) |
| BW                            | 11 Linden                               | Alt-Saarbrücken Glockenwald, südwestlich Folsterhöhe 49° 13′ 9,8″ N, 6° 57′ 43,2″ O)                 | Alter ca. 100–125 Jahre. Höhe 8–18 m. Umfang 1,40–1,80 m. |                             | ND-255-SB-SBR (ex: D 5.08.042) |
| BW                            | 3 Birnbäume                             | Alt-Saarbrücken Ostende Südring, nördlich der Firma ZF Friedrichshafen 49° 13′ 3″ N, 6° 58′ 46,9″ O) | Alter ca. 135 Jahre. Höhe 12 m. Umfang 1,80–2,00 m. |                             | ND-256-SB-SBR (ex: D 5.08.044) |
| BW                            | 1 Mammutbaum                            | Alt-Saarbrücken Weinbergweg 19 49° 13′ 6,1″ N, 6° 59′ 28,9″ O)                                       | Alter ca. 180 Jahre. Höhe 25 m. Umfang 3,60 m. |                             | ND-257-SB-SBR (ex: D 5.08.045) |
| BW                            | 1 Trompetenbaum                         | Alt-Saarbrücken Weinbergweg 17 49° 13′ 6,5″ N, 6° 59′ 27,2″ O)                                       | Alter ca. 130 Jahre. Höhe 15 m. Umfang 1,70 m. | Catalpa bignonioides        | ND-258-SB-SBR (ex: D 5.08.046) |
| BW                            | 1 Blutbuche                             | Alt-Saarbrücken Weinbergweg 19 49° 13′ 6,7″ N, 6° 59′ 29,7″ O)                                       | Alter ca. 205 Jahre. Höhe 20 m. Umfang 3,80 m. | Fagus sylvatica f. purpurea | ND-259-SB-SBR (ex: D 5.08.047) |
| BW                            | 1 Eiche                                 | Gersweiler Stiftsweg St. Arnual, südw. Krughütte 49° 13′ 1,2″ N, 6° 53′ 39,8″ O)                     | Alter ca. 355 Jahre. Höhe 26 m. Umfang 3,70 m. |                             | ND-260-SB-SBR (ex: D 5.08.048) |
| BW                            | 1 Platane                               | St. Arnual Tabaksmühle 49° 12′ 54,4″ N, 7° 0′ 20,2″ O)                                               | Alter ca. 205 Jahre. Höhe 25 m. Umfang 3,30 m. |                             | ND-261-SB-SBR (ex: D 5.08.049) |
| BW                            | 1 Nussbaum                              | St. Arnual oberer Tabaksweiher 49° 12′ 51,8″ N, 6° 59′ 23,3″ O)                                      | Alter ca. 155 Jahre. Höhe 15 m. Umfang 1,80–2,00 m. |                             | ND-262-SB-SBR (ex: D 5.08.050) |
| BW                            | 1 Weide                                 | St. Arnual nördl. Autobahn A6 und Daarler Hof 49° 12′ 37,8″ N, 6° 59′ 29″ O)                         | Alter ca. 175 Jahre. Höhe 10 m. Umfang 2,80 m. | Salix alba                  | ND-263-SB-SBR (ex: D 5.08.056) |
| BW                            | 1 Edelkastanie                          | St. Arnual Forsthaus St. Arnual 49° 12′ 37,8″ N, 7° 1′ 8″ O)                                         | Alter ca. 175 Jahre. Höhe 25 m. Umfang 3,50 m. | Castanea sativa             | ND-264-SB-SBR (ex: D 5.08.057) |
| BW                            | 15 Birnen, 7 Eschen                     | St. Arnual Spicherer Berg, östl. Deutsch-Französischer Campingplatz 49° 12′ 32,4″ N, 6° 58′ 33,6″ O) | Alter ca. 155 Jahre. Höhe 12–25 m. Umfang 1,80–2,80 m. |                             | ND-265-SB-SBR (ex: D 5.08.058) |
| Fotos hochladen               | 1 Weide                                 | St. Arnual westlich vom Erbeldinger Hof 49° 12′ 30,6″ N, 6° 58′ 49,8″ O)                             | Sehr wahrscheinlich nicht mehr vorhanden. Details: War in der Liste der Naturdenkmäler im Stadtverband Saarbrücken von Dezember 1976 mit der Kennung „D 5.08.059“ und der Bezeichnung „Weide am Kriegergrab“ aufgeführt – in der „Liste der Naturdenkmale (ND’s) auf dem Stadtgebiet der Landeshauptstadt Saarbrücken“ vom 26.02.2008, jedoch schon nicht mehr enthalten, wobei ein Foto vom 06.07.2011 den Baum seltsamerweise noch zeigt. Bei einer Sichtung am 13.09.2022 war an der Stelle jedoch nur noch ein dicker Baumstumpf und eine kleinere, jüngere Weide direkt daneben zu sehen (siehe Foto 1 und Foto 2 vom 13.09.2022). Wird auch in der Karte „Schutzgebiete INSPIRE (Naturdenkmale)“ des GeoPortals Saarland nicht mehr angezeigt (Stand Sept. 2022). |                             | ND-266-SB-SBR (ex: D 5.08.059) |
| Fotos hochladen               | 1 Weide                                 | St. Arnual südwestl. Erbeldinger Hof 49° 12′ 30,6″ N, 6° 59′ 7,8″ O)                                 | Alter ca. 155 Jahre. Höhe 12 m. Umfang 2,60 m. | Salix alba                  | ND-267-SB-SBR (ex: D 5.08.060) |
| mehr Fotos \| Fotos hochladen | Felsenwege                              | St. Arnual Stiftswald, oberhalb B406 49° 12′ 18″ N, 7° 0′ 59″ O)                                     | |                             | ND-268-SB-SBR (ex: D 5.08.061) |
| BW                            | 1 Eiche („Dick Eich“)                   | Brebach-Fechingen (Brebach) östlich Rathaus Brebach 49° 12′ 24,1″ N, 7° 2′ 59,6″ O)                  | Alter ca. 255 Jahre. Höhe 20 m. Umfang 6,30 m. |                             | ND-269-SB-SBR (ex: D 5.08.062) |
| BW                            | 3 Kiefern                               | Brebach-Fechingen (Fechingen) Ringstraße, Sportplatz Hasenberg 49° 12′ 10,8″ N, 7° 4′ 10,6″ O)       | |                             | ND-270-SB-SBR (ex: D 5.08.063) |
| BW                            | 1 Trauerbirke                           | Alt-Saarbrücken Metzer Straße, Einfahrt vor Nr. 141 49° 12′ 19,8″ N, 6° 57′ 34,2″ O)                 | Alter ca. 95 Jahre. Höhe 6 m. Umfang 0,80 m. | Betula pendula              | ND-271-SB-SBR (ex: D 5.08.064) |
| BW                            | 1 Nussbaum                              | Güdingen südöstl. Wilhelmskl. A.d. Hochfeld 49° 11′ 57,1″ N, 7° 2′ 46″ O)                            | Alter ca. 150 Jahre. Höhe 18 m. Umfang 2,60 m. |                             | ND-272-SB-SBR (ex: D 5.08.065) |
| BW                            | 1 Baumgruppe (1 Linde, 6 Rosskastanien) | Bübingen Bübinger Hof 49° 11′ 27,6″ N, 7° 2′ 47″ O)                                                  | Alter ca. 130 Jahre. Höhe 20 m. Umfang 1,80–2,40 m. |                             | ND-273-SB-SBR (ex: D 5.08.067) |
| mehr Fotos \| Fotos hochladen | 1 Platane                               | Bübingen Bahnhof Bübingen 49° 10′ 46,6″ N, 7° 2′ 6,4″ O)                                             | Alter ca. 130 Jahre. Höhe 25 m. Umfang 3,60 m. |                             | ND-274-SB-SBR (ex: D 5.08.068) |
| Fotos hochladen               | 1 Rotbuche („Dick Buch“)                | Alt-Saarbrücken Stadtwald Alt-SB, südl. Engenberg 49° 13′ 19,9″ N, 6° 56′ 1,3″ O)                    | Alter ca. 160 Jahre. Höhe 30 m. Umfang 3,10 m. | Fagus sylvatica             | ND-275-SB-SBR (ex: D 5.08.069) |
| BW                            | 3 Ahorn                                 | Bischmisheim Brebacher Straße, Nummern 118–122 49° 12′ 46,4″ N, 7° 3′ 31″ O)                         | Alter ca. 80–100 Jahre. Höhe 12–15 m. Umfang 0,50–0,70 m. |                             | ND-276-SB-SBR (ex: D 5.08.070) |